# Hidasnémeti
Hidasnémeti este un sat în districtul Gönc, județul Borsod-Abaúj-Zemplén, Ungaria, având o populație de 1.190 de locuitori (2011).

## Așezare
Satul se află în nordul județului, la granița cu regiunea Košice din Slovacia, pe malul drept al râului Hernad. Este străbătut de șoseaua națională 3, care leagă Miskolc de Košice, precum și de calea ferată între cele două orașe, pe care este deservită de o stație având statut de stație de frontieră cu Slovacia.

## Demografie
Componența etnică a satului Hidasnémeti
     Maghiari (82,31%)
     Romi (12,25%)
     Slovaci (4,75%)
     Necunoscut (0,69%)
     Alții (0,69%)
Componența confesională a satului Hidasnémeti
     Romano-catolici (37,56%)
     Reformați (23,03%)
     Greco-catolici (7,48%)
     Fără religie (4,37%)
     Necunoscută (27,31%)
     Atei (0,25%)
Conform recensământului din 2011, satul Hidasnémeti avea 1.190 de locuitori. Din punct de vedere etnic, majoritatea locuitorilor (82,31%) erau maghiari, existând și minorități de romi (12,25%) și slovaci (4,75%). Apartenența etnică nu este cunoscută în cazul a 0,69% din locuitori. Nu există o religie majoritară, locuitorii fiind romano-catolici (37,56%), reformați (23,03%), greco-catolici (7,48%) și persoane fără religie (4,37%). Pentru 27,31% din locuitori nu este cunoscută apartenența confesională.